# Донат, Роберт
 Фридрих Ро́берт До́нат (англ. Friedrich Robert Donat, 18 марта 1905, Уитингтон — 9 июня 1958, Лондон) — английский актёр театра и кино, продюсер, режиссёр, сценарист.
Больше всего актёр известен своими ролями в фильме Альфреда Хичкока «Тридцать девять ступеней» и «До свидания, мистер Чипс», за который он получил «Оскара» за лучшую мужскую роль.

## Биография
Роберт Донат родился в пригороде Манчестера Уитингтоне в Англии. В детстве он страдал заиканием, но упорные занятия позволили ему не только избавиться от этого недостатка, но и пробудили интерес к декламации стихов и отрывков классических пьес. Роберт посещал манчестерскую школу для мальчиков, а с 16 лет начал играть в театре.
В 1930 году Донат дебютировал на лондонской сцене, а два года спустя привлек внимание кинопродюсеров, пригласивших его на роль второго плана в фильме «Люди завтрашнего дня». Первым его крупным успехом стала роль Томаса Калпепера в исторической драме Александра Корда «Частная жизнь Генриха VIII» (1933).
Аристократическая внешность Доната и высокий рост (183см) позволили ему создать успешный образ английского джентльмена. В те годы такое амплуа было необычным для английского кинематографа, и критики сравнивали его с голливудскими актёрами Кларком Гейблом и Гэри Купером.
Успех в «Частной жизни Генриха VIII» принес Роберту Донату приглашение сняться в голливудском фильме «Граф Монте-Кристо» (1934). После съёмок Донат вернулся в Англию, несмотря на желание «Warner Bros.» снять его в роли капитана Блада в «Одиссее капитана Блада», его роль позже исполнил ещё никому неизвестный Эррол Флинн.
Самыми примечательными фильмами в актёрской карьере Доната стали комедия Рене Клера «Призрак едет на Запад» (1935), в которой он исполнил сразу две роли: хозяина замка и привидения, затем шпионский триллер «Тридцать девять ступеней» Хичкока (1935) в роли детектива, социальная драма К.Видора по роману А.Кронина «Цитадель» (1938), за который он был впервые номинирован на «Оскар» за лучшую мужскую роль и фильм «До свидания, мистер Чипс» (1939). Последний принёс ему долгожданного «Оскара» в 1940 году, обойдя Кларка Гейбла в «Унесенных ветром», Лоренса Оливье в «Грозовом перевале», Джеймса Стюарта в «Мистер Смит едет в Вашингтон» и Микки Руни в «Красотки в армии».
Он много играл в театре, например в таких замечательных постановках как «Ученик дьявола» (1938) и «Дом, где разбиваются сердца» (1942) по пьесам Бернарда Шоу, «Много шума из ничего» (1946), и особенно в пьесе Томаса Элиота «Убийца в кафедральном соборе» (1952) в роли Томаса Беккета в лондонском театре «Олд Вик».
Донат очень хотел сняться ещё в двух фильмах: «Генрих V» (1944) у Лоренса Оливье, но роль получил Лесли Бэнкс, и «Оливер Твист» (1948) у режиссёра Дэвида Лина, но Лин предпочел ему Роберта Ньютона.
Американская певица и актриса Джуди Гарленд признавалась, что свою песню «You Made Me Love You», посвящённую Кларку Гейблу она считает неудачной, так как изначально она хотела написать её для своего кумира Доната, которому она даже написала письмо после просмотра «Графа Монте-Кристо» в 1934 году.
В 40-е годы творческий путь Доната осложнился хронической астмой, но и в этот период он продолжал сниматься в главных ролях, заметно поднимая уровень таких фильмов как «Молодой мистер Питт» (1942), «Приключения Тэртью» (Sabotage Agent, 1943), «Жизнь взаймы» (1954). Как неудача критиками был расценен фильм «Лекарство для любви» (1949) — единственная режиссёрская работа Доната, где он сыграл ветерана войны, предпринимающего попытки жениться.
Помимо работ в кино и театре, Донат был известен как чтец классической английской поэзии, им была записана серия пластинок.
Последней работой Доната в кино стала роль китайского мандарина в картине М. Робсона «Постоялый двор шестой степени счастья» (1958) о судьбе английских миссионеров в Китае, на съемках которой он уже не мог обходиться без кислородной подушки.
Роберт Донат скончался в 1958 году. Его биограф Кеннет Барроу уточнил причину смерти, как тромбоз сосудов головного мозга, признавая, что заболевание астмой в значительной степени ослабило здоровье актёра.

## Личная жизнь
Донат был дважды женат. От первого брака с Эллой Эннесли Войсей (1929—1946) у актёра было трое детей. Второй женой Доната (брак с 1953 по 1958 год) стала английская актриса Рене Эшерсон (1915—2014).
Канадско-американский актёр Питер Донат — племянник Роберта Доната.

## Награды
Роберт Донат имеет звезду № 6420 на Голливудской аллее славы на Голливудском бульваре.
- 1940 — Премия «Оскар» за лучшую мужскую роль за фильм «До свиданья, мистер Чипс»

## Фильмография
- 1932 — «Люди завтрашнего дня» (Men of Tomorrow)
- 1932 — That Night in London
- 1933 — «Частная жизнь Генриха VIII» (The Private Life of Henry VIII) — Томас Калпепер, любовник Кэтрин Говард
- 1933 — Cash
- 1934 — «Граф Монте-Кристо» (The Count of Monte Cristo) — режиссёр: Роулэнд В. Ли
- 1935 — «Тридцать девять ступеней» (The 39 Steps) — режиссёр: Альфред Хичкок
- 1935 — «Призрак едет на Запад» (The Ghost Goes West) — режиссёр: Рене Клер
- 1937 — «Рыцарь без доспехов» (Knight Without Armour) — режиссёр: Жак Фейдер — английский репортер Фотерджил
- 1938 — «Цитадель» (The Citadel) — режиссёр: Кинг Видор Номинация — Премия «Оскар» за лучшую мужскую роль
- 1939 — «До свидания, мистер Чипс» (Goodbye, Mr. Chips) — режиссёр: Сэм Вуд. Премия «Оскар» за лучшую мужскую роль
- 1942 — «Молодой мистер Питт» (The Young Mr. Pitt)
- 1943 — «Приключения Тэртью» (Sabotage Agent)
- 1943 — The New Lot
- 1945 — «Совершенные незнакомцы» (Perfect Strangers) — режиссёр: Александр Корда
- 1947 — «Капитан Бойкот» Captain Boycott (1947)
- 1948 — «Мальчик Уинслоу/ Привлекательный мальчик» (The Winslow Boy)
- 1950 — «Лекарство для любви» (The Cure for Love)
- 1951 — «Волшебный ящик» (The Magic Box)
- 1955 — «Жизнь взаймы» (Lease of Life). Номинация — Премия BAFTA за лучшую мужскую роль
- 1958 — «Постоялый двор шестой степени счастья» (The Inn of the Sixth Happiness) — режиссёр: Марк Робсон.